# Partit Humanista de Catalunya
El Partit Humanista de Catalunya (en español: Partido Humanista de Cataluña) es la sección catalana del movimiento humanista, fundada en España en 1984.
Su origen hay que buscarlo en la Comunidad para el Desarrollo Humano, creada por el gurú latinoamericano Silo. Participó en las elecciones catalanas de 2006 obteniendo 2.608 votos (0,09%). Presentó candidatura a las elecciones de 2010.
- Datos: Q11940293